# التحالف الإنجليزي البرتغالي
التحالف الإنجليزي البرتغالي (الإنجليزية:Anglo-Portuguese Alliance ؛ البرتغالية:Aliança Luso-Britânica)؛ صدقت على معاهدة وندسور عام 1386 بين إنجلترا والبرتغال وهو أقدم تحالف في العالم التي لا يزال ساري المفعول - مع معاهدة الأنجلو-البرتغالية التي يعود تاريخها إلي 1373 .
هذا التحالف الذي يعود إلى حقبة العصور الوسطى، بحيث لمصلحة البلدين على طوال التاريخ، وكان له التأثير على مشاركة المملكة المتحدة في حرب شبه الجزيرة الأيبيرية ، وكذلك مساهمة المملكة المتحدة في الحروب النابليونية وإنشاء قاعدة الأنجلو أمريكية بالبرتغال، ومن ناحية البرتغال قامت بمساعدة إنكلترا (في وقت لاحق المملكة المتحدة) على سبيل المثال في الحرب العالمية الأولى بحماية مستعمراتها من تهديدات الألمان.

## التاريخ

### العصور الوسطى
تمكنت المساعدات الإنجليزية عائلة أفيس الحاكمة الطريق للتعاون مع إنجلترا التي من شأنها أن تكون حجر الزاوية في السياسة الخارجية البرتغالية لأكثر من خمسمائة سنة، ومع ذلك تعود المساعدات الإنجليزية إلى البرتغال مرة أخرى أبعد من ذلك بكثير من هذا التاريخ مثل حصار لشبونة عام 1147، عندما كانوا الإنجليز وغيرها من الصليبيين في شمال أوروبا في طريقها إلى الأراضي المقدسة للمشاركة في الحملة الصليبية الثانية توقف الإنجليز وساعدوا البرتغاليين والملك أفونسو أنريكي للاستيلاء على المدينة، وفي مايو 1386 تم توقيع على معاهدة وندسور مختومة التحالف التي بدأت لأول مرة عام 1294، وأكد ذلك في معركة ألجوباروتا مع اتفاق الصداقة الدائمة بين البلدين. وذكر أهم جزء من المعاهدة على ما يلي:
| التحالف الإنجليزي البرتغالي | ومن المتفق عليه أنه إذا كان ودياً، في الوقت المناسب لتأتي، أحد ملوك أو خليفته يجب بحاجة إلى دعم من الآخر، أو مساعدته، وسعيا للحصول على هذه المساعدة ينطبق على حليفه بطريقة مشروعة، ويجب أن تكون الحليف ملزمة لتقديم المساعدات والعون للآخر، بقدر ما أنه قادر (دون أي الخداع أو الاحتيال أو التظاهر) إلى الحد الذي تقتضيه خطراً على الأملاك حليفه من الأراضي العقارات والمستعمرات وقال انه يجب أن تلتزم بحزم إلى جانب هذه التحالفات الحالية للقيام بذلك. | التحالف الإنجليزي البرتغالي |

في عام 1387 جون غونت دوق لانكاستر ابن الملك إدوارد الثالث ملك إنجلترا ووالد الملك هنري الرابع في المستقبل، نزل في غاليسيا مع قوة التدخل السريع للضغط على دعواه للاستيلاء على تاج قشتالة بالمعونة البرتغالية، إلا أنه فشل في كسب تأييد من نبلاء قشتالة وعاد ادراجه إلى انجلترا مع التعويض النقدي من منافسين.
قبل عودته ترك جون غونت ترك وراءه ابنته الكبرى فيليبا لانكاستر التي تزوجها الملك جواو الأول ملك البرتغال من أجل إبرام تحالف الأنجلو البرتغالي بحيث تم الزفاف به في عام 1387 أصبح جواو والداً لجيل من الأمراء سمه الشاعر لويس دي كامويس بـ "الجيل الرائع"؛ بحيث قاد البرتغال إلى العصر الذهبي خلال الفترة من الاكتشافات .
جلبت فيليبا إلى البلاط تقاليد الأنجلو-النورماني من التعليم الأرستقراطية وأعطت أطفالها تعليماً جيداً كانت لها الصفات الشخصية العالية وقامت بـ إصلاح البلاط وفرضت معايير صارمة للسلوك الأخلاقي، من ناحية أخرى كان ينظر لها باعتبارها أيضا طريقة تقليدية جدا أو قديمة من الأرستقراطية البرتغالية أكثر تسامحا.
قدمت فيليبا رعاياها من الإنجليز المصالح التجارية التي تسعى إلى تلبية رغبة البرتغالي لـ سمك القد والقماش في مقابل النبيذ، الفلين، الملح، وكذلك الزيت تشحنها من خلال المستودعات الإنجليزية في بورتو، اتسمى ابنها الأكبر دوارتي بفعل الأعمال الأخلاقية وأصبح الملك في 1433؛ وبينما أصبح ابنها الثاني بيدرو الذي سافر على نطاق واسع كان له درايا في علم التاريخ، وأصبح الوصي عندما توفي دوارتي من الطاعون عام 1438؛ في حين ابنها الأصغر فرناندو - الأمير القديس - الذي أصبح صليبياً، شارك في الهجوم على مدينة طنجة في 1437؛ والأمير إنريكه الملاح - أصبح سيد وسام المسيح ومنظم لرحلات الاستكشافية في وقت مبكر من عصر الذهبي .

### تعطيل التحالف
تم تعطيل العمل بـ التحالف خلال الاتحاد الإيبيري (1640-1580)، هو اتحاد شخصي بين البرتغال وإسبانيا توقفت العمل به عندما أصبحت السياسة الخارجية البرتغالية مرتبطة بالعداء الإسباني نحو إنجلترا، ونتيجة لذلك كانت البرتغال وإنجلترا على طرفي نقيض لأول مرة في الحرب الأنجلو الإسبانية (1604-1585) والحرب الهولندية البرتغالية، وقد تم التأكيد على التحالف مرة أخرى بعد حرب الترميم البرتغالية وحرب الأهلية الإنجليزية .

### القرن 17 إلى القرن 19
قد تم التأكيد على التحالف بعد تفكك الاتحاد الإيبيري ويرجع ذلك في المقام الأول إلى المنافسات البلدين مع إسبانيا، وهولندا، وفرنسا، سواء في أوروبا أو في الخارج. خلال هذا الوقت، كانت حلقة مهمة في التحالف:
- حرب الخلافة الإسبانية.
- حرب السنوات السبع: عندما حاولت إسبانيا غزو البرتغال في عام 1762، تدخلت بريطانيا كحليف البرتغال، على الرغم من أن واجهت الأمر مع أرقام متفوقة، حققت القوات البرتغالية والبريطانية نصراً استراتيجيا على القوات الإسبانية والفرنسية.
- الحروب النابليونية: عندما كانت البرتغال مهددة للاحتلال من قبل نابليون، واصلت التجارة مع المملكة المتحدة على أدنى مستوياتها بسبب القيود الفرنسية بحيث غزت البلاد أخيرا، ولكن بمساعدة بريطانية استعادت أخيراً استقلالها، العائلة المالكة البرتغالية في ذلك الوقت (بما في ذلك في وقت لاحق الملك جواو السادس) لجأوا إلى مملكة البرازيل تحت حراسة من الأسطول البريطاني.
- الحرب الأهلية البرتغالية: عندما أعطى المملكة المتحدة دعماً هاماً للحركة ليبرالية.
- حروب الاستقلال البرازيل: ضغطت بريطانيا على البرتغال على اعتراف باستقلال البرازيل في 1825 من خلال معاهدة ريو دي جانيرو.
- الانذار البريطاني: بحيث اعتبر من قبل المؤرخين والسياسيين البرتغاليين في ذلك الوقت بأنه ألأكثر الإجراء ظالم وشائناً من البريطانيين ضد أقدم حليفها.[2]

### القرن 20
خلال القرن 20 تم رجوع إلى المعاهدة عدة مرات:
- عند التوغل الألمان في شرق أفريقيا البرتغالية (اليوم موزامبيق)، القوات البرتغالية حاربت على الجبهة الغربية إلى جانب الحلفاء خلال الحرب العالمية الأولى .
- في الحرب العالمية الثانية: البرتغال كانت محايدة ولكن تم الرجوع إلى المعاهدة من قبل الحلفاء لإقامة قواعد على جزر الأزور.[3]
- في عام 1961: أثناء الغزو الهندي على غوا في الهند البرتغالية، سعت البرتغال بمساعدة من بريطانيا للحفاظ على هذا الجزء لكن دون تأثير يذكر.
- خلال عام 1982: أثناء حرب الفوكلاند قواعد في الأزور عرضت مرة أخرى إلى البحرية الملكية .

## أهمية في العصر الحديث
- حتى 2020 كلا البلدين هي أعضاء في الاتحاد الأوروبي بحيث يتم تنسيق علاقاتهما إلى حد كبير من خلال تلك المؤسسة، ولكن بعد انسحاب المملكة المتحدة من الاتحاد الأوروبي، وقع رئيس وزراء البرتغال ورئيس وزراء المملكة المتحدة اتفاقية جديدة بين البلدين في لندن في 13 يونيو 2022، عرفت باسم الإعلان المشترك بين المملكة المتحدة والبرتغال بشأن التعاون الثنائي، وبالتالي تعزيز التحالف الأنجلو-البرتغالي وتأكيد وضعها كأطول تحالف لا يزال ساريًا، وكما تم التوقيع على الإعلان المشترك للاحتفال بالذكرى الـ 650 على توقيع ، ومع ذلك كلا البلدين لا زالا عضوا في حلف الناتو، فإن علاقاتهما يتم تنسيقها الآن إلى حد كبير من خلال هذه المؤسسة، بدلاً من أحكام المعاهدة الثنائية.